# Tlamovec černoploutvý
Tlamovec černoploutvý (Labidochromis caeruleus), někdy také nazýván mbuna modrá, je druh cichlidy endemický v centrální západní pobřežní oblasti jezera Malawi ve východní Africe. Je také známý jako citrónově žlutá cichlida, elektricky žlutý tlamovec nebo žlutý princ, v závislosti na morfě barvy. Přirozeně se vyskytující žlutě zbarvená varianta z lokality Lion's Cove je jednou z nejoblíbenějších cichlid mezi akvarijními nadšenci.
Tlamovci černoploutví žijí ve vodě s pH mezi 7,8 a 8,9 a ideálním teplotním rozsahem 23–26 °C. Velcí samci mohou dosáhnout délky 15 centimetrů.

## Rozmnožování

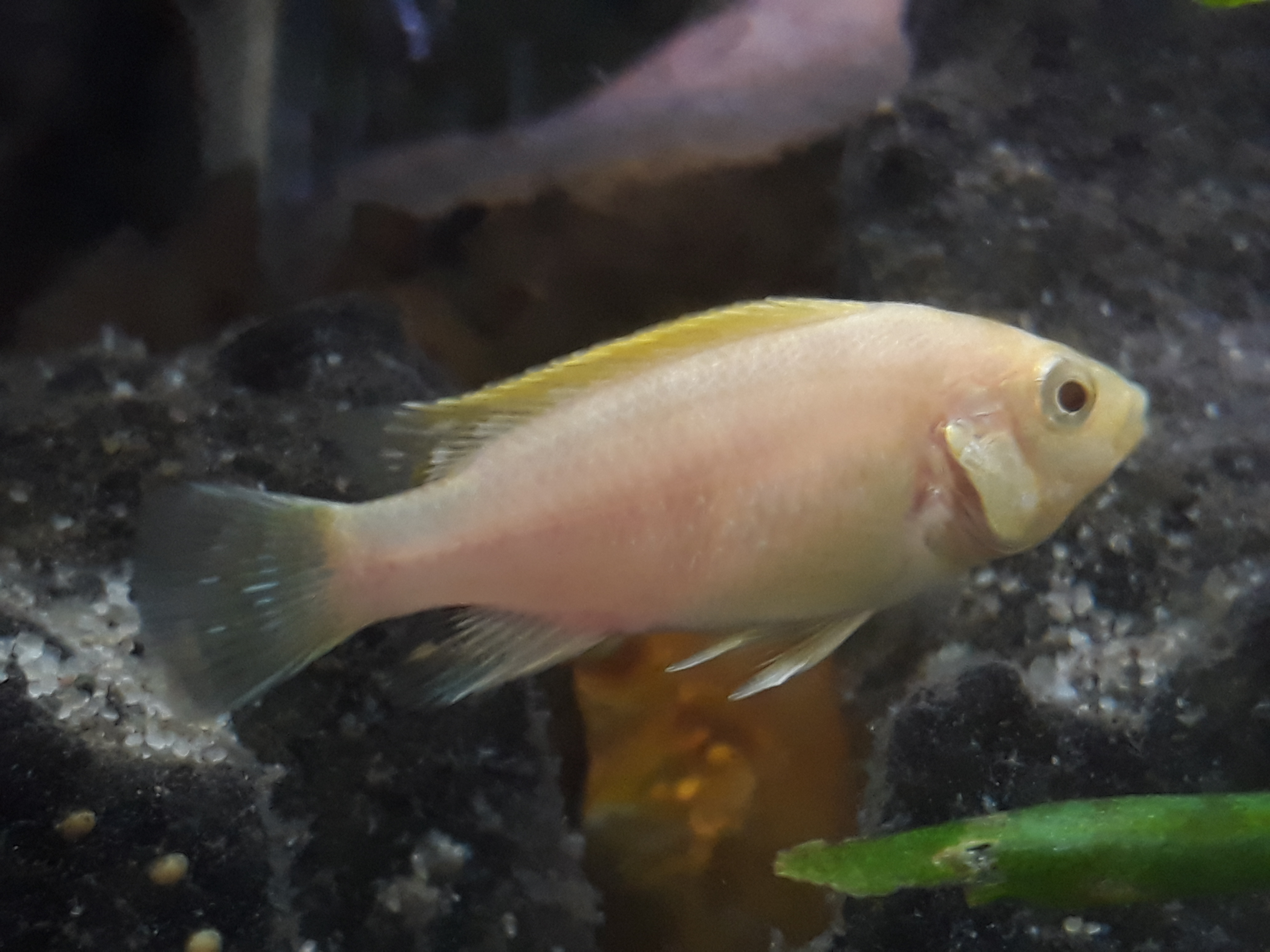
Mládě tlamovce černoploutvého

Tento druh, stejně jako Astatotilapia burtoni, je tlamovec, což znamená, že vajíčka se nosí, líhnou a vyvíjejí v matčiných ústech po dobu asi tří týdnů. Tyto ryby jsou ovofilní a samec si na svém území vyhloubí v písku jámu, do které samice naklade vajíčka; samice pak tato vajíčka vezme do úst k oplodnění.

## Péče o akvárium
Tlamovci černoploutví jsou mírumilovné ryby ve srovnání s většinou ostatních afrických cichlid. Navzdory tomu, stejně jako všechny cichlidy z jezera Malawi, je nejlepší chovat je ve specializovaných akváriích pro cichlidy s jinými mbunami. Stejně jako u většiny cichlid by se tlamovci černoploutví neměly chovat u druhů sladkovodních komunitních akvárií, jako je třeba danio nebo neonky, mohou ničit ploutve jiných mírumilovných druhů a nedoporučují se pro sladkovodní komunitní akvária kvůli rozdílům v přirozeném prostředí mezi cichlidami z afrických jezer a jinými druhy ryb. Tato ryba je vhodnější pro komunitu afrických jezerních cichlid skládající se z jiných druhů z jezera Malawi. V prostředí akvária by jejich přirozené prostředí skal a jeskyní mělo být napodobeno písčitým substrátem. Jejich strava by se měla skládat převážně z připravených pelet nebo vloček pro cichlidy, doplněné potravinami, jako je kril, brynza a vločky Spirulina. Není vhodné tyto cichlidy krmit krmením určeným pro zlaté rybky, protože může být zdrojem nemocí.